# Борьба Императорского Черноморского флота с работорговлей и контрабандой
Борьба Императорского Черноморского флота с работорговлей и контрабандой, Блокада Кавказского побережья, Кавказский патруль — патрульные, досмотровые, таможенные и военные операции Черноморского флота Российской империи, направленные на прекращение работорговли и контрабанды в Черноморском бассейне и проводимые в первой половине — середине XIX века.
Борьба велась как в российских, так и в нейтральных водах. Основанием этих действий явился указ Александра I от 1805 года об освобождении рабов, попавших на русскую территорию, а в международных водах — документы по борьбе с работорговлей, принятые на Венском конгрессе в 1815 году, позднее «Уложение о наказаниях уголовных и исправительных» 1845 года.
Этот процесс проходил одновременно с Кавказской войной (1817—1864), Русско-турецкой войной (1828—1829), Крымской войной (1853—1856) и российской колонизацией черноморского побережья Кавказа. Пресечение или, по крайней мере, уменьшение контрабанды оружия и пороха стало важным условием победы над горцами. С расширением русских владений в 1812 и 1829 годах крейсерство распространялось на новые районы побережья.
Для этих целей Черноморский флот каждую кампанию выделял отдельные крейсера или специальную эскадру из малых кораблей, как правило парусных корветов или бригов, а на кавказском побережье содержались парусные и гребные лодки. На последних этапах использовались пароходы. Наибольшего масштаба крейсерство достигло при командире флота адмирале М. П. Лазареве. Одновременно русская администрация и Отдельный Кавказский корпус противодействовали контрабанде и работорговле на побережье. Многие стычки с контрабандистами неотделимы от общего хода боевых действий с горцами на Черноморской береговой линии укреплений, поскольку те пытались активно оборонять партии рабов, суда контрабандистов и места пристаней. По каналам контрабандистов на Кавказ нелегально прибывали агенты иностранных государств и отдельные авантюристы. Благодаря принятым в 1840-е годы энергичным мерам объёмы черноморской работорговли от года к году снижались.
Во время Крымской войны 1853—1856 годов и после поражения в ней контроль за побережьем Кавказа упал, а работорговля и контрабанда восстановились. Работорговля была формально признана незаконной и в Османской империи, но ей широко занимались частные лица на свой страх и риск из-за высокой прибыли. Полностью победить её не удавалось, и она продолжалась до середины 1860-х годов, сойдя на нет после мухаджирства черкесов в Османскую империю. Контрабанда в Чёрном море не прерывалась. При дальнейшей российской колонизации черноморского побережья Кавказа многие крепости Черноморской береговой линии впоследствии стали основой современных населённых пунктов.

## Предыстория
Работорговля в Черноморском регионе активно велась с дописьменных времён, продолжалась в античности, но если в других регионах в Средневековье и Новое время её объём снижался, то в Причерноморье она процветала вплоть до второй половины XIX века. В классическое и позднее Средневековье тут было два основных источника рабов — пленники, захваченные в ходе набегов в Русских землях, Великом княжестве Литовском, позднее Речи Посполитой в походах Крымского ханства, малых орд Северного Причерноморья и второй — пленники, должники и дети народов Северного Кавказа. Европейские источники XIV—XV веков — Иоганн Шильтбергер, Джорджо Интериано отмечают у черкесов работорговлю как основной источник торгового дохода. «Они (феодалы) нападают внезапно на бедных крестьян и уводят их скот и их собственных детей, которых затем, перевозя из одной местности в другую, обменивают или продают». Рабы захватывались в ходе многочисленных межплеменных стычек, набегов, забирались за долги и продавались родителями в голодное время. Отмечается, что рабыни ценились выше, чем рабы-мужчины. Продавцами выступали черкесы, абхазы, мегрелы. Торговцами были венецианские и генуэзские купцы. Рынком сбыта был весь Средиземноморский регион — как мусульманские, так и христианские страны.
После падения Константинополя в 1453 году, а особенно после Османского завоевания Крыма в 1475 году практически вся работорговля на Чёрном море косвенно (через налоги) или прямо (захват пленников) контролировалась Османской империей, которая владела основными рынками — в Кафе, Еникале, Геленджике, Анапе, Суджук-кале, Сухум-кале. При этом христианские страны постепенно выбывали из числа рынков сбыта, рос спрос в Османской империи, Мамлюкском султанате. Во времена крупных набегов в год продавалось по нескольку десятков тысяч рабов.
В Новое время северный источник рабов с усилением Русского царства и Русской империи уменьшается, а после русско-турецкой войны 1735—1739 и особенно русско-турецкой войны 1768—1774 практически иссякает. При этом османская торговля с кавказского побережья процветала. Черкешенок приобретают для гаремов османской знати и самого султана. Голландец Жан Стрюи в писал: «Слава об их красоте так хорошо распространилась, что на трапезонтском и константинопольском базарах за черкешенку почти всегда вдвое, иногда втрое больше платят, чем за женщину, красота которой, при первом взгляде, показалась бы нам равною с первой и даже превосходящею».
Кавказские князья формировали в Черкесии отряды для походов на правый берег Кубани, где захватывалось значительное число пленников. Войска мамлюков и багдадских гурджей во многом состояли из кавказских рабов, из них первоначально формировались и турецкие янычары.

## Проблема работорговли и контрабанды на границе Российской империи в начале XIX века
С 1774 года Россия контролировала Крымское ханство как протекторат, а в 1783 году присоединяет Крым. В риторике Екатерины II по обоснованию этого шага, как у правительницы эпохи Просвещения, борьба с работорговлей занимала заметное место. Одновременно учреждается Черноморский флот — главный инструмент российского влияния в регионе, датой его создания считается 2 (13) мая 1783 года. В ходе очередной русско-турецкой войны 1787—1791 годов он в ряде кампаний сперва побеждает османский флот в прибрежных сражениях, а позднее, под руководством Ф. Ф. Ушакова полностью господствует на Чёрном море. Такое положение сохранялось до 1854 года. По результатам Ясского мира кавказское побережье остаётся турецким владением. Россия также официально становится покровительницей христиан.

### Появление русских владений на восточном берегу Чёрного моря
Весной 1801 года грузинские княжества Картли и Кахетия вошли в состав России. Интересы России и Османской империи неоднократно сталкивались на Кавказе, в ходе русско-турецкой войны 1806—1812 годов он снова стал ареной боёв. 15 (27) июня 1809 года десант инженер-полковника Е. Х. Ферстера, высаженный эскадрой капитан-лейтенанта А. И. Перхурова, взял крепость Анапу, которая в это время была центром торговли невольниками на западном Кавказе.
В период войны 1806—1812 годов русские войска заняли все основные крепости побережья Кавказа от устья Кубани до устья Риона: Анапа, Суджук-кале, Сухум-кале, Анаклия, Поти и Гуриамта и оставили там русские гарнизоны. От Анапы до Батума крейсировала эскадра Черноморского флота с целью предотвратить торговлю турок оружием с кавказскими племенами в обмен на пленников. По Бухарестскому миру Анапа, Суджук-кале и Поти были возвращены Турции, а территория Абхазии перешла к России.
После победы коалиции европейских монархий во главе с Россией в Наполеоновских войнах её результаты были дипломатически закреплены Венским конгрессом 1815 года. Он принял в том числе и Декларацию о запрете работорговли, к которой присоединилась и Российская империя:

«Принимая во внимание, что торговля, известная под названием „работорговля“, рассматривалась справедливыми и просвещёнными людьми всех времён как несовместимая с принципами гуманности и всеобщей морали; что особые обстоятельства, при которых она возникла, и трудности борьбы с ней возмутительно долго скрывались; но что, наконец, голос общественности во всех цивилизованных странах громко призывает к её запрещению и так как характер и особенности этой торговли стали более известны и злодеяния, сопутствующие ей, окончательно выяснены, несколько европейских правительств пришли к фактическому соглашению запретить работорговлю».
Оттоманская империя держала торги в Анапе, Суджук-кале, Геленджике и в других пунктах побережья. Была установлена такса на турецкие товары. Высокая цена за рабов, особенно пленниц, привлекала кавказские племена Черноморского побережья, а также Чечни и Дагестана. Из-за возрастающего спроса на невольников, они участили набеги на русское пограничье производя грабежи и добывая ясырь.
Осенью 1817 года в гавани Феодосии спасся от шторма турецкий корабль с 60 невольниками из Абхазии. На основании указа Александра I от 1805 года, жертвы торговли рабами, оказавшиеся на русской земле, подлежали освобождению. Они были свезены на берег и освобождены. Последовал протест турецкого правительства, посчитавшего произошедшее неуважением к турецкому торговому флагу. Порта требовала возврата рабов, в чём послом Г. А. Строгановым было отказано. Купцам был компенсирован ущерб в 10 тыс. пиастров, с предупреждением, что в акваториях которые являются русским владением, русские законы будут распространяться и на суда в них, сами же корабли будут подвергаться досмотру.

### Начало Кавказской войны и Русско-турецкая война 1828—1829 годов
В 1817 году началась Кавказская война. Первоначальные её основные события проходили на востоке Кавказа в Чечне и Дагестане. В 1820 году Черноморское казачье войско числом до 40 тыс. человек вошло в состав Отдельного Грузинского корпуса, вскоре переименованного в Отдельный Кавказский корпус и усиленного.
Попытки русского командования организовать торговлю с кавказскими племенами для сокращения торговли невольниками в обмен на контрабандные товары из Турции были малоэффективны. Ещё в 1821 году было создано Попечительство керченской и бугазской торговли. Указывалось всего два пункта для неё — Керчь и Бугаз. На тот момент это была неосвоенная окраина для русских купцов и весьма удалённые пункты для горцев. Были запрещены к обороту монета, ассигнации, холодное и огнестрельное оружие, свинец, порох и естественно невольники. Горцам было почти нечего предложить для мены, кроме невольников, а прибыли для легального товара были малы в сравнении с нелегальным. К 1824 году число постов в Черкесии выросло до 6. Однако торговля прервалась очередной войной. Поощрение русско-черкеской торговли, до середины XIX века имело целью не столько прибыль, как продвижение политических интересов.
В 1822 году на Кубани произошла локальная вспышка чумы, что добавило усиленные карантинные функции контролю границ.
В русско-турецкую войну 1828—1829 годов русскими после осады были заняты крепости Анапа и Поти. После взятия русскими Анапы, центра работорговли, из окрестных горных аулов в крепость сбежали разноплеменные невольники: шапсуги, абадзехи, кабардинцы, русские, татары и даже киргизы.
После подписания 2 сентября 1829 года Адрианопольский мирного договора левобережная Кубань (Закубанье) и побережье от устья Кубани, севернее Анапы и далее на восток до крепости Святого Николая (ныне Поти) стали русскими. Здесь началось активное противодействие контрабанде и работорговле. Изменилась официальная позиция Османской империи, формально запретившей работорговлю фирманом, но она продолжалась усилиями частных лиц.
Император Николай I учредил временный комитет при Министерстве иностранных дел «для рассуждения о мерах, нужных по будущему управлению закубанскими народами». Комитетом предлагалось закрыть сношения народностей Кубани с Турцией и западными державами, «не позволять иностранным судам приставать к каким-либо местам восточного берега Чёрного моря, кроме Поти». Ограничения были вызваны работорговлей на присоединённых территориях и торговлей оружием. Отмечалось, что «не только мусульманские обитатели Кавказа, но, к сожалению, многие из христиан не гнушались принимать участие в торге людьми одного с ними исповедания. Сие особенно можно заметить о князьях и помещиках Мингрелии и Гурии». Члены временного комитета полагали, что «с уничтожением случаев сбывать пленников и другие плоды своего грабительства племена Кавказские не будут уже находить выгоды продолжать хищнические набеги против сопредельных им областей России и взаимно между собой, или производить разбои на прибрежных водах Чёрного моря».

## Черноморская береговая линия и действия флота на ней
Для охраны побережья северо-западного Кавказа была усилена сухумская эскадра. В неё входили: 20-ти пушечные бриги «Орфей» и «Пегас», а для плавания вдоль берега 20-ти пушечный бриг «Меркурий» и 8-ми пушечный люгер «Широкий». 12 июля 1830 года в Абхазии русские войска начали строительство укрепления Гагра (Военная энциклопедия, 1912: 135).
Флоту предписывался досмотр всех без изъятия судов, пристающих к берегу между Анапой и Редут-Кале. Иностранные суда, перевозящие вооружение и отказавшиеся от осмотра, брать в плен, считая военной добычей. Суда, не имеющие контрабанды, свободно пропускать для торговли, учредив за ними бдительное наблюдение.
13 июля 1830 года русское правительство разрешило свободную торговлю с горцами всем странам при условии, что не будет производиться торг невольниками в обмен на оружие и боеприпасы. Устанавливалась двадцатимильная запретная зона, сокращённая в 1836 году до трёх миль от берега. Осенью 1831 года иностранные посольства в Константинополе были извещены, что русские крейсера будут принимать решительные меры против контрабанды и вывоза рабов.
В начале 1831 года граф И. Ф. Паскевич запросил командование флота, о предоставлении несколько малых и гребных судов, которые могли бы крейсировать и действовать с русскими отрядами вдоль всего берега Абхазии. Он указывал, что турки осуществляют доставку контрабанды и торговлю рабами на небольших плоскодонных лодках (кочермах), которые ходят у самого берега.
4 марта 1832 года после эпидемии холеры в России была издана инструкция: «Для сохранения Российских владений от внесения заразы и воспрепятствования подвоза военных припасов горским народам, военные крейсеры будут допускать по черноморскому восточному берегу иностранные коммерческие суда только к двум пунктам — Анап и Редут-Кале, в коих есть карантин и таможни…».
1 августа 1832 года назначены два отряда Черноморского флота в составе 8 мелких военных судов и 2 транспортов, предназначенных для несения крейсерской службы у кавказского побережья с целью борьбы с контрабандной торговлей и подвозом турками оружия для горцев. Базируясь на Сухум-кале и Геленджик, отряды должны были крейсировать: один от крепости Анапа до Гагр, другой от Гагр до Редут-кале.
Меры русского правительства и организация крейсерства не остановили турецких и английских контрабандистов. В 1832 году русские крейсера захватили 17 судов с контрабандой. Контрабандисты действовали по ночам, использовали мелкие суда, способные входить в устья рек и скрываться от наблюдения. Командование Кавказского корпуса разрешило крейсерам брать в Геленджике армейский десант и высаживать его на побережье в местах, где скрывались контрабандисты. В 1833 году было уничтожено ещё 11 контрабандистских судов. Почти каждая такая экспедиция приносила потери личного состава. В это время вместо адмирала А. С. Грейга, который командовал флотом до августа 1833 года, был назначен вице-адмирал М. П. Лазарев.

### Действия М. П. Лазарева по активизации крейсерства
Лазарев очень ответственно подошёл к организации крейсерства, считая такую службу отличной практической школой мореходства. Он указывал командирам кораблей «сколько можно избегать якорной стоянки без особенной в том надобности и чтобы цель плавания их у восточных берегов всегда исполняема была без малейшего послабления». Каждый крейсер патрулировал в отведённом ему районе. Была повышена длительность благодаря особым транспортам, снабжавших припасами корабли в море.
Командиры были обязаны устраивать учения экипажей, предоставляя в штаб флота рапорты. Лазарев стремился обеспечить обучение как можно большего числа людей. Крейсерство длилось шесть месяцев, после чего корабли заменялись. Менялись начальники экспедиции и командиры отрядов кораблей. На Черноморском флоте появилась традиция, что все молодые офицеры должны были принять участие в крейсерстве. Отличившихся Лазарев продвигал по службе, назначая командирами небольших кораблей. Нижним чинам выдавались тёплые вещи, лимонный сок и сбитень как противоцинготное, офицерам выдавалось двойное жалование и усиленное питание. Командирам выдавалась разработанная лично Лазаревым инструкция по действиям в условиях нередкой на побережье Кавказа штормовой погоды.
15 апреля 1833 года произошёл бой корвета «Мессемврия» и шхуны «Курьер» под общей командой капитан-лейтенанта А. Б. Броневского, имевших на борту десантный отряд из 103 человек майора Середина, с горцами и турками в заливе Вулан, где в устье реки Чабсын скрывались три турецких контрабандных судна. При высадке десанта завязался бой с горцами и турками, укрепившимися в горах, который поддерживали корвет и шхуна, обстреливавшие противника из орудий. Горцы и турки отступили, потеряв все три судна.
25 декабря 1833 (6 января 1834) корветом «Мессемврия», капитан-лейтенант А. Б. Броневский, было взято у Геленджика два турецких судна, пытавшихся скрыться. Взято в плен 54 человека.
13 января 1834 года взято бригантиной «Нарцисс», капитан-лейтенант Г. И. Романович, около Суджукской бухты турецкое судно с контрабандным грузом. Взято в плен 23 человека.
28 июня 1834 года взятие люгером «Глубокий», лейтенант Шпаковский, в 14 милях от мыса Мамай (кавказское побережье) после пятичасовой погони турецкого гребного судна. Взято в плен 25 человек.
Несмотря на то, что крейсерское патрулирование побережья северо-западного Кавказа, часто называли блокадой, до 1834 года в Суджукской бухте дозволялась и шла активная торговля местного населения с турками незапрещёнными товарами. Тут было до 150 турецких лавок.
Русский офицер-разведчик Ф. Ф. Торнау, проведший тайно несколько лет у горцев, раскрывал экономическую подоплёку работорговли: «для турецких купцов составляла источник самого скорого обогащения. Поэтому они занимались этою торговлей, пренебрегая опасностью, угрожавшею им со стороны русских крейсеров. В три или четыре рейса турок, при некотором счастии, делался богатым человеком и мог спокойно доживать свой век; зато надо было видеть их жадность на этот живой, красивый товар».
14 ноября 1836 года бриг «Аякс» под командой капитан-лейтенанта Н. П. Вульфа задержал британское судно «Виксен» в бухте Суджук-кале, которое 12 и 13 ноября стояло на разгрузке. Сбежавший из неволи канонир Анапского гарнизона донёс, что со шхуны было выгружено значительное количество контрабандных товаров: соли, медных турецких трёхфунтовых орудий — 4 шт., шестифунтовых орудий — 4 шт., большое количество ружей и шашек, порох — 200 бочек каждая по 4 пуда. Бриг был конфискован, разразился международный скандал. Британия хотела оспорить само право досмотра и права России на Черкесию, состоялись дебаты в парламенте, но твёрдая позиция Николая I возымела место. Позднее британская сторона представила ситуацию как частную инициативу Д. Уркварта и Д. Белла.
В 1837 году генерал-лейтенант А. А. Вельяминов в рапорте главноуправляющему на Кавказе барону Г. В. Розену писал о ценах на рабов: «Обыкновенно у горцев за ясырей платится различная сумма, по различию их возраста, а именно: а) за ясырей мужеского пола: 5-летнего возраста 70 рублей серебром, 10-летнего 110 р.с., 15-летнего 170 р.с., 20-летнего 250 р.с., 25-летнего 250 р.с., 30-летнего 250 р.с., 35-летнего 200 р.с., 40-летнего 200 р.с., 45-летнего 150 р.с., 50-летнего 100 р.с.; б) за ясырей женского пола, которым цена ещё увеличивается смотря по красоте: 5-летнего возраста 70 р.с., 10-летнего 130 р.с., 15-летнего 180 р.с., 20-летнего 250 р.с., 25-летнего 250 р.с., 30-летнего 250 р.с., 35-летнего 200 р.с., 40-летнего 200 р.с., 45-летнего 125 р.с., 50-летнего 90 р.с.».
Посол в Турции А. П. Бутенев в послании от 9 июля 1837 года М. П. Лазареву сообщал по агентурной информации о положении дел в Турции. В 1834 году около 970 семей из Черкесии и Кабарды были поселены в Трапезонте и Синопе, где занимались земледелием и торговлей с Кавказом. Уздени из переселенцев выезжали морем в Черкесию и вывозили рабов. Предположительно, оттуда вывозилось ежегодно до 4 тыс. невольников. Многие турецкие чиновники по жёнам имели родню в Черкесии, контрабанда пользовалась их покровительством, несмотря на фирманы оттоманского правительства. Трапезонтский Осман-паша подозревался в пособничестве контрабанде, брат его Абдулла Бейсам занимается контрабандой, в Синопе Мусселим торговал невольниками. Бутенев полагал, что даже при желании турецкого правительства пресечь контрабанду, это было бы невозможно, так как доходы контрабандистов велики. В Турции не было средств даже на постоянную береговую стражу.
Военный министр граф А. И. Чернышёв в отношении от 10 января 1837 года командующему отдельным Кавказским корпусом барону Г. В. Розену писал: «Горские племена, обитающие по восточному берегу Чёрного моря, самые воинственные между всеми племенами Кавказа, всегда состояли в торговых сношениях с берегами Анатолии. Туда они сбывают своих невольников и некоторые естественные произведения своих гор, получая взамен того оружие, порох, свинец, соль и необходимые им мануфактурные изделия. К пресечению сей вредной торговли.. ..учреждённое из судов крейсерство оказалось недостаточным. По физическому образованию берега, не дозволяющему военным судам приближаться к нему, лёгкие гребные суда черкесов пристают к нему всюду беспрепятственно и, плавая у самых берегов, большей частью избегают преследования крейсеров. Для достижения этой важной цели, предположено занять небольшими укреплениями все важнейшие по протяжению берега якорные места и учредить между ними непрерывное крейсерство на небольших гребных судах, способных к береговому плаванию».
В 1837 году были сформированы из казаков Азовского войска наказного атамана О. М. Гладкого 10 команд для крейсерства на лодках. Они показали свою боеспособность и поддерживали бесперебойное сообщение между укреплениями побережья. Казаки находили турецкие и черкесские кочермы, догоняли в открытом море, истребляли или брали в плен. В 1839 году Николай I повелел дополнительно составить из казаков ещё 5 команд, числом по 20 человек.

### Создание Черноморской береговой линии укреплений
Укрепления линии возводились в труднодоступных по суше местах, при полном отсутствии дорог. Благодаря Черноморскому флоту был разработан метод очищения берега от горцев крупным десантом с главной эскадры флота. Значительные силы десанта при поддержки крупнокалиберной артиллерии линейных кораблей очищали плацдарм и сразу же начинали инженерные работы по закладке форта. Пользуясь припасами эскадры форт быстро вооружали и доводили до состояния, когда он сам мог держать оборону.
Генерал-майор Н. Н. Раевский который лично участвовавал почти во всех десантах, писал о заслугах М. П. Лазарева: «От самого начала и до конца он не переставал предупреждать наши желания и предоставил нам все средства Черноморского флота. Очищая предварительно берег ужасным огнём своей артиллерии, он выучил нас высаживаться в порядке с военных кораблей и в порядке на гребных судах приставать к берегу. По важному влиянию на успех первого дела он решил успех всей кампании. Наконец, при всех высадках, заставляя моряков содействовать нам на твёрдой земле, он соединил их и сухопутные войска дружественными сношениями, столь необходимыми для службы и успеха». 21 сентября 1837 года генерал-майор Н. Н. Раевский был назначен начальником 1-го отделения Черноморской прибрежной линии. 2-е отделение так и не создали, в январе 1839 года 1-е отделение Черноморской прибрежной линии было переименовано в Черноморскую береговую линии. В 1840 году её укрепления насчитывали 18 некрупных крепостей, планировалось построить ещё 12 фортов, но полного пресечения контрабанды и работорговли не последовало. Слабые гарнизоны укреплений не могли в полном объёме пресечь контрабанду и торговлю невольниками, а крупные гарнизоны не могли иметь достаточно припасов для зимовки и не помещались в форты. Поэтому турецкие суда беспрепятственно приставали к берегам за пределами их видимости, снабжали население военными припасами и увозили рабов.
 Крейсирующая эскадра из семи судов, по состоянию моря не в силах была преследовать все многочисленные кочермы контрабандистов. Обыкновенно турецкие плоскодонки останавливались в трёх милях от берега, объявленного в блокаде, и выжидали случая, когда можно было подойти к берегу и, быстро разгрузившись, уйти снова в море. По предложению Лазарева, в помощь эскадре при каждом из береговых укреплений заведено было по одному или по два «мальтийских баркаса» с фальконетом или карронадой в носовой части. В их обязанности входило поддержание связи между укреплениями и уничтожение контрабандистов пристававших к берегу. В период штормов гарнизоны месяцами не получали почту и продовольствие. Укрепления Черноморской береговой линии стали местом службы проштрафившихся военнослужащих.
Укрепления сами по себе не могли полностью предотвратить контрабанду и работорговлю пока северо-западный Кавказ был населён враждебными племенами. Генерал Раевский попытался наладить с ними взаимоотношения. В начале второй половины 1840 года в укрепление св. Духа Н. Н. Раевский и владетель Абхазии князь М. Г. Шервашидзе приняли присягу от цандрипшских князей Цанба из племени садзы.
2 сентября 1840 года уничтожение вооружённым пароходом «Могучий», лейтенант М. Т. Барладян, у кавказского побережья между Анапой и Новороссийском контрабандного брига.
По замечанию генерал-лейтенанта Раевского «торговля с обитателями восточного берега Чёрного моря снабжала невольниками всю Турецкую империю, работниками — трапезонтские рудники и жёнами — восточные гаремы». В 1839 году генерал Раевский как меньшее зло предлагал устроить вблизи Новороссийска рынок, где предоставить турецким купцам право продавать горцам, под наблюдением русской таможни, все необходимые для них предметы и даже допустить продажу женщин. Последнее предложение Раевского командование посчитало неприемлемым. Генерал-адъютант И. Р. Анреп, сменивший Раевского в 1841 году, отмечал следующее: «торговые сношения турок с горцами, живущими по восточному берегу Чёрного моря, приносят последним существенный вред, поощряя праздность и уничтожая всякую промышленность, основанную на труде; для нас же эти сношения особенно вредны тем, что поддерживают воинственный дух этих горских племён».
В 1841 году вместо Венской декларации 1815 года Россия вместе с Великобританией, Пруссией, Австрией и Францией подписала договор о запрещении работорговли. По нему участники брали на себя определённые взаимные обязательства по борьбе с этим злом. Было уточнено определение, какое судно может считаться невольничьим.
В течение 1840—1842 годов были приведены к присяге племена садзо-джигетов и убыхов. Но с 1844 года кавказские племена активизировали боевые действия против крепостей Черноморской береговой линии. Ослабленные русские гарнизоны не в состоянии были противодействовать контрабанде и работорговле. При этом в течение семи лет с 1845 по 1851 год в укрепления и крепости Черноморской береговой линии спаслись бегством военнопленные и добровольные горские выходцы в количестве 125 человек (ГАКК. Ф. 260. Оп. 1. Д. 1414. Л. 50).

В 1845 году вышло новое русское  «Уложение о наказаниях уголовных и исправительных». По статье 1861 этого документа виновные в приготовлении и вооружении корабля для работорговли подлежали наказанию, как за составление шайки для разбоя - каторге на срок не свыше 8 лет. Судно, предназначенное для работорговли, по Уложению подлежало конфискации.
12 апреля 1846 года шхуна «Гонец» под командованием лейтенанта И. А. Ендогурова, из отряда контр-адмирала П. С. Нахимова, крейсируя у кавказского побережья между Навагинским укреплением и Константиновским мысом, в 12 милях от берега в районе укрепления, после преследования взяла с боем контрабандную одномачтовую чектырму. Во время перестрелки на чектырме были убиты два человека.
20 мая 1846 года бриг «Паламед» из отряда контр-адмирала П. С. Нахимова в 9 милях от берега, на параллели форта Лазарева, взял двухмачтовую чектырму с контрабандными товарами. Контрабандисты, пользуясь штилем, успели уйти на шлюпке на берег. На захваченном судне находились соль, чугунное орудие, несколько ядер и порох.
19 июня 1846 года корвет «Пилад», капитан-лейтенант Н. Ф. Юрковский, и бриг «Паламед» из отряда контр-адмирала П. С. Нахимова, находясь в крейсерстве близ форта Лазарева, в 7 милях от берега, при тихом ветре заметили три контрабандных судна. В погоню с корвета и брига были направлены вооружённые гребные суда. Одно из контрабандных судов, лучшее в ходу, ушло и выбросилось на берег, два других были атакованы гребными судами, но, имея хорошее вооружение, отчаянно отбивались. Расстреляв снаряды, гребные суда возвратились к своим кораблям. Суда контрабандистов достигли берега у местечка Вардан, где были разбиты ядрами с корвета и брига. Рассмотрев реляцию о бое П. С. Нахимов в приказе указал: «… нахожу, что главное упущено из виду, а именно: нанесши значительный вред орудиями гребных судов контрабандистам, должно было броситься на абордаж и взять их. Конечно, потеря офицеров и людей могла быть значительнее, но честь и слава остались бы не укоризненны».
Против рабства выступали даже и враги Российской империи, последователи мюридизма. Назначенный в 1848 году Шамилем наиб Абхазии и Черкессии Мухаммад-Амин вводил шариатское управление и отрицал рабство, однако мало чего добился в этом вопросе, наткнувшись на глухое сопротивление черкесов, особенно знати. Он указывал, что Коран накладывает ограничения на рабство и многие категории рабов (единоверцев) должны быть освобождены. На большом народном собрании на реке Пшаха в октябре 1848 года после его речи случилась резня и он с помощью своих мюридов победил представителей знати, усилив свою власть и ускорив переход полуязычников абхазов и абадзехов в ислам. Но эти послабления коснулись только внутренних рабов в Черкесии, мужчин-мусульман. Работорговля другими категориями продолжалась.
27 июля 1853 участие 12-пушечного брига «Эндимион», Л. А. Исаков, в отражении нападения 3000 горцев на Тенгинское укрепление. Совместный огонь брига и орудий укрепления заставил горцев отступить, оставив на поле сражения около 300 убитых.

### Крымская война
После начала Крымской войны и входа в Чёрное море англо-французской эскадры в 1854 году все гарнизоны Черноморской береговой линии были вывезены, а укрепления разрушены. Почти все кавказские племена отложились от покорности русским властям. Ликвидация укреплений и прекращение крейсерства, оккупация союзниками ряда пунктов побережья вызвали новый подъём работорговли кавказских племён с Турцией.
Вместе с тем, под давлением своих англо-французских союзников в 1854 году султан издал указ о запрете торговли черкесскими и грузинскими рабынями в Турции. Данное постановление по приостановлению купли-продажи и сексуальной эксплуатации женщин белой расы, принятое в целях улучшения образа Османской империи в глазах европейской общественности, было необходимо в условиях войны ведущих европейских держав на стороне Турции против России, но оно прекратило действие уже в 1858 году.
После Крымской войны корабельный состав флотов черноморских государств был ограничен требованиями Парижского мира, действовал запрет на возведение ими прибрежных крепостей. Каждая из черноморских держав могла иметь для береговой службы по шесть паровых судов длиной до 50 метров по ватерлинии и водоизмещением до 800 тонн, а также по четыре лёгких паровых или парусных судна водоизмещением до 200 тонн, причём у Черноморского флота на тот момент не имелось и этого.
Работорговля проходила относительно беспрепятственно. В начале 1860-х годов разрушенные укрепления Черноморской береговой линии заново не занимались. Турецкие работорговцы использовали камни Вельяминовского форта для подпорки своих хижин, которых насчитывалось на берегу до 100 штук. В этих хижинах проживали они и женщины-невольницы. Как только партия набиралась, она отправлялась в Турцию. После возобновления патрулирование редкими русскими крейсерами и азовскими баркасами, турки прятали кочермы в кустарниках в устье реки, мачты обкладывали ветвями, и кочермы сливались с окружающей растительностью. Иногда притапливали их по борта на мелководье.

## Окончание Кавказской войны и прекращение работорговли
В сентябре 1861 года представители кавказских племён обратились с просьбой о принятии их в русское подданство. Император Александр II выставил ряд условий: должны прекратиться набеги за пленниками, исполнятся требования русской власти, для доказательства необходимо выдать пленных и беглых. При отказе кавказским племенам предлагалось переселиться в Турцию.
Всё время Кавказской войны регион посещался как агентами западных держав, так и отдельными авантюристами. Наиболее известен Эдмонд Спенсер, по обоснованным предположениям британский разведчик, который умудрился посетить Кавказ дважды: легально с русской стороны воспользовавшись благосклонностью М. С. Воронцова и через несколько лет нелегально, через Турцию, преодолев морскую блокаду, с черкесской. Он оставил мемуары — ценный источник по работорговле: ".. путешественники, без сомнения, имели много причин жаловаться на их [черкесов] бандитизм, это происходит скорее от долго существующего обычая, чем от любого другого мотива, который санкционирует обычай, согласно которому каждый иностранец, входящий в их страну без покровительства вождя, который будет отвечать за его хорошее поведение, становится собственностью первого черкеса, который решит схватить его, как раба.
Француз А. Фонвиль, с успехом высадившийся в Черкессии, воевавший там и позднее безопасно вернувшегося в Трабзон, в 1863—1864 годах также оставил мемуары. Из них видно, что контрабанда являлась важной статьёй дохода практически всех турецких моряков. При это упоминается официальный османский запрет на такие действия минимум с 1830-х и лёгкость его преодоления. Отмечается, что при задержании русским крейсером европейские нарушители могли быть задержаны, а вот турецкие или черкесские повешены на месте: «…один контрабандист (в Турции везде можно встретить контрабандистов)… …взялся меня доставить в продолжение ночи в Трепизонд… …. Я везде пройду, — отвечал он мне на мои замечания. — Моё ремесло заключается именно в том, чтобы обходить суда трепизондского паши, и вот уже сорок лет, что я прохожу сквозь их кордон. Надобно уж большое несчастье, чтобы мы были захвачены именно сегодня; луны нет, и я тебе обещаю, что ты будешь сегодня вечером в Трепизонде».
Под влиянием агитации мусульманского духовенства и своих князей, которые запугивали черкесов произволом русских властей, солдатчиной, а с принятием русского подданства и отказом от мусульманской религии, они склонились к переселению. Черкесам обещали полную свободу при переселении в Турцию. В реальности, по данным английского консула в Трапезонте, из прибывших в Анатолию 220 тыс. человек из кавказских племён с ноября 1863 по сентябрь 1864 года были проданы в рабство 10 тысяч человек, до 100 тысяч умерли от голода и болезней.
На смену черноморской работорговле пришла внутренняя турецкая. Американский писатель Марк Твен писал о событиях 1867 года и о недавнем прошлом: «Черкесы и грузины все ещё продают в Константинополе своих дочерей, но уже не в открытую. Пресловутые невольничьи рынки, о которых все мы столько читали и где молоденьких девушек раздевали у всех на глазах и осматривали и обсуждали, словно лошадей на ярмарке, не существуют более. Теперь и выставка товара и сделки происходят тайно, частным образом. Цены стоят высокие, особенно в последнее время». Он указывает и цены на девушек — от 180 до 300 фунтов стерлингов в зависимости от красоты и здоровья. При этом упоминается, что во время голода после переселения семьи черкесов продавали дочерей за суммы, эквивалентные 20—30 долларам.
Массовый исход черкесов начался в начале 1864 года и основной его этап закончился уже в мае. В урочище Кбаада 21 мая 1864 года под руководством великого князя Михаила Николаевича состоялся молебен и парад русских войск, посвящённый окончанию Кавказской войны.
После выезда черкесов в Османскую империю работорговля на Черноморском побережье северо-западного Кавказа постепенно сошла на нет. В течение всей Кавказской войны Российская империя пыталась предотвратить работорговлю на этой территории. С начала XIX века было организовано крейсирование Черноморского побережья Кавказа. Эффективность русских кораблей в борьбе с контрабандой и работорговлей оказалась недостаточной, ввиду малой численности Черноморской эскадры. Большие прибыли привлекали новых контрабандистов вместо пойманных. Объёмы работорговли снижались, но полностью искоренить её не удавалось. Однако комплекс принятых мер ускорил продвижение российской колонизации побережья Кавказа. Множество современных населённых пунктов берут начало от фортов Черноморской береговой линии.

## Комментарии
1. ↑  Похождения и приключения баварского рыцаря, изложенные простым и безыскусным языком, но разбавленные различными выдумками, баснями и рассказами о чудесах, 1475
2. ↑  La vita et sito de sichi, chiamati circassi, 1502
3. ↑  Как говорили в XIX веке "набеги на плоскость".
4. ↑  Позднее название данное историками. Распадается на целый ряд конфликтов и военных компаний, объединённых местом военных действий
5. ↑  В это время протекала российская часть Второй пандемии холеры, которая в южных губерниях унесла до 200 000 жизней и привела к бунтам, включая бунт в главной базе флота — Севастополь
6. ↑  По другим данным 11 апреля 1846 года[29].
7. ↑  Использовалась для крейсерских операций у Кавказского побережья в кампаниях 1837—1847 годов[29].
8. ↑  Против рабства единоверцев-мусульман